# بالپولک‌سانیان کوئلویی
بال‌پولک‌سانیان کوئلویی (به لاتین: Coelolepida) تبارشاخه‌ای از حشرات در راسته پروانه‌سانان است که دارای فروراسته‌های شاپرکان آفتابی کهن (Acanthoctesia) و شب‌پره‌های تاج‌دار (Lophocoronina) است.
بال‌پولک‌سانیان کوئلویی شامل همه Glossata غیرپشمک‌سران است. آنها بر روی بال‌های خود و در نخستین مارپیچ قفسه سینه پولک دارند. خال‌چشم (چشمواره) ندارند.
فسیل‌های Coelolepida در میانهٔ دوره کرتاسه آغازین یافت شده‌است.